# Patsós
Patsós (em grego: Πατσός) é uma vila cretense da unidade regional de Retimno, no município de Amári, na unidade municipal de Sivrítos. Situada a 490 metros acima do nível do mar, próximo a ela estão as vilas de Pantánassa e Voleónes, a garganta de Patsós e a caverna de Santo Antônio (Agios Antonios), também referida como caverna de Patsós. Segundo censo de 2011, têm 269 habitantes.